# Tricolore di Oliosi

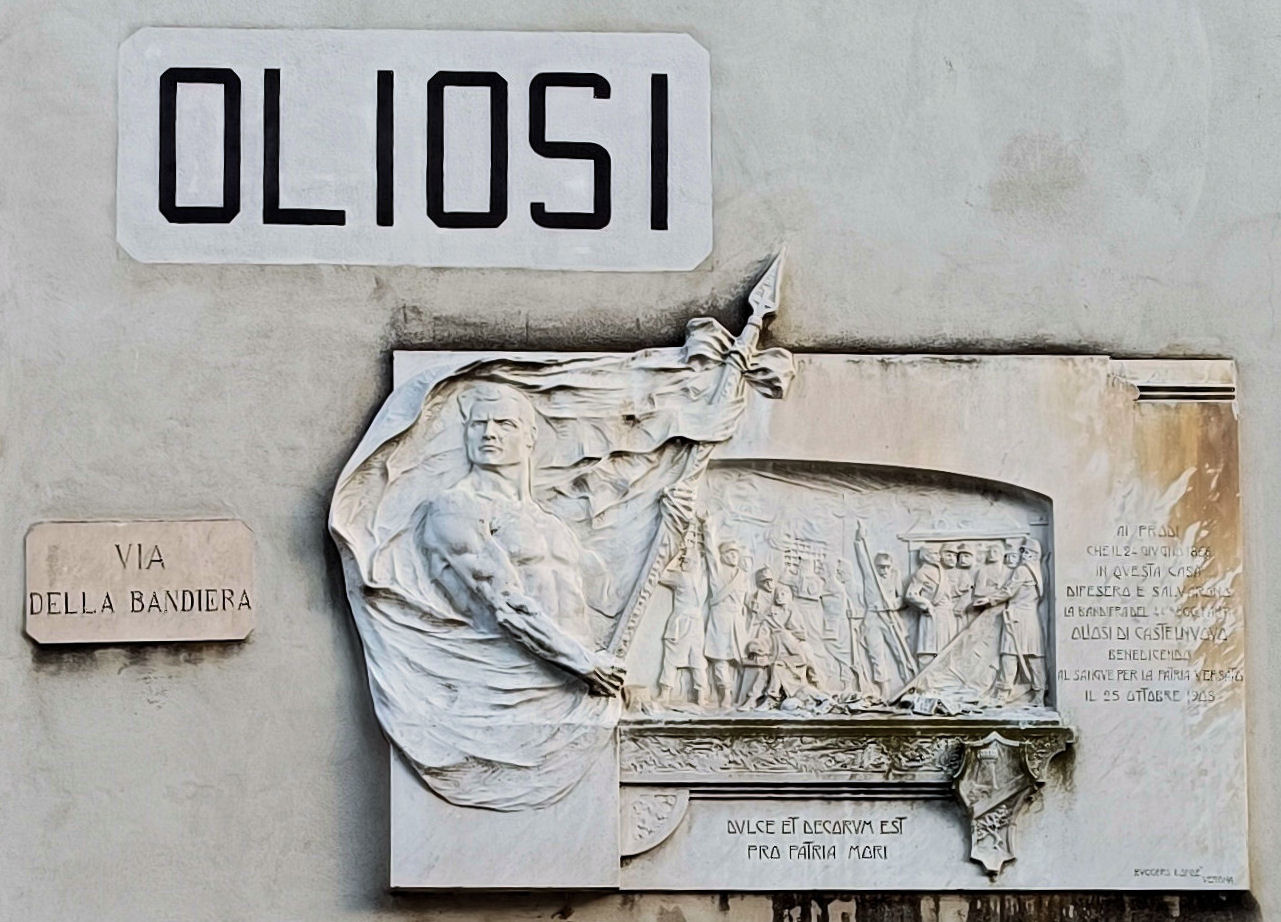
Oliosi, lapide risorgimentale.

Il Tricolore di Oliosi è una bandiera italiana risorgimentale risalente alla terza guerra di indipendenza italiana e salvata a Oliosi - oggi frazione del comune di Castelnuovo del Garda - dalla cattura delle truppe austriache durante la battaglia di Custoza.

## Storia

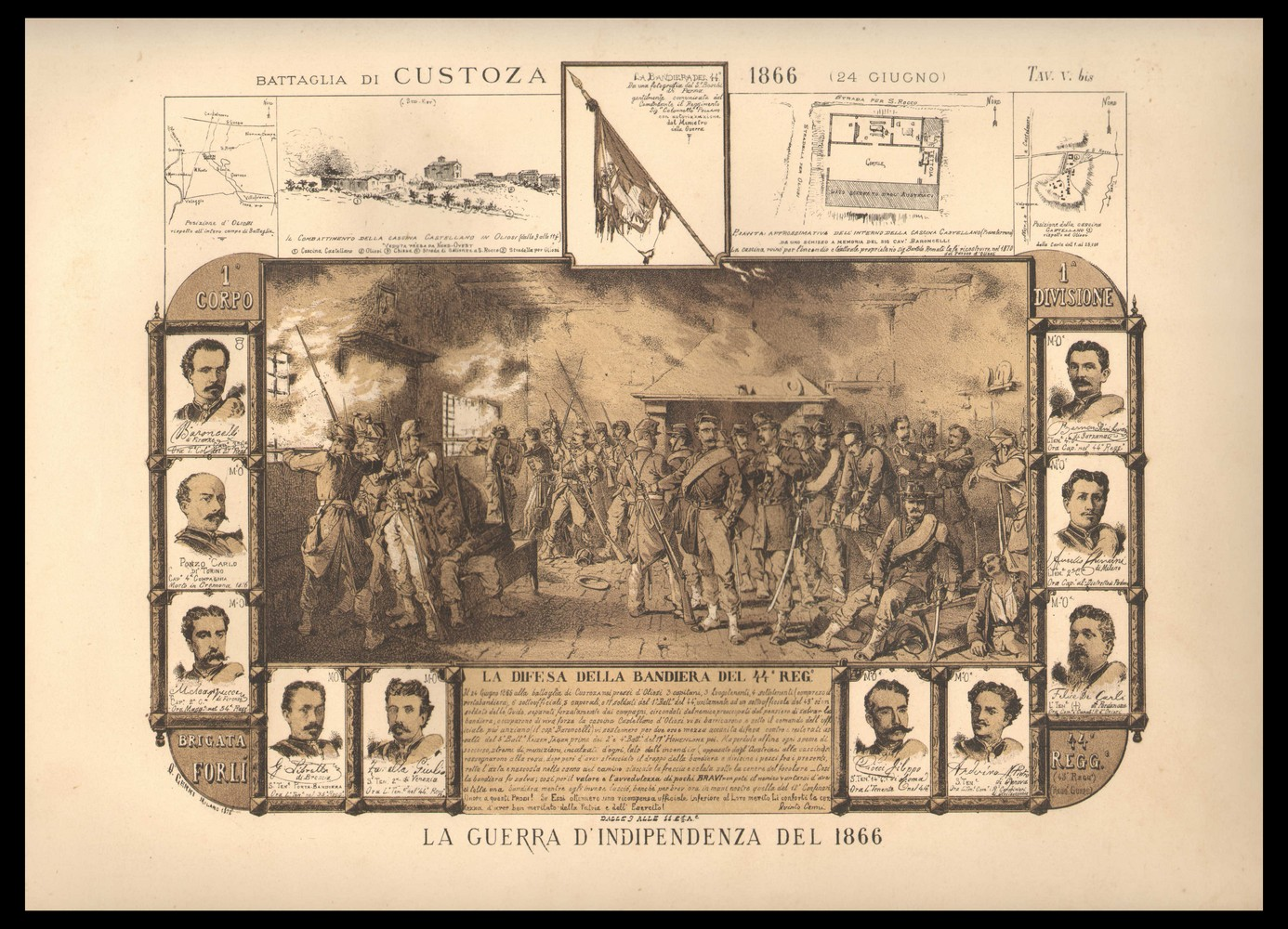
Stampa dell'epoca sul salvataggio del Tricolore di Oliosi.

Il 24 giugno 1866, durante la battaglia di Custoza, nei pressi di Oliosi, dieci ufficiali, sei sottufficiali, tre caporali, e diciassette soldati semplici (compreso il portabandiera) del 1º battaglione appartenente al 44º reggimento della brigata "Forlì", assieme a un sottufficiale del 43º reggimento della medesima brigata e a un soldato delle guide, si rinchiusero a difesa nella cascina Castellano d'Oliosi, oggi Casa Benati, circondati dagli austriaci; sotto il comando del capitano Baroncelli, l'ufficiale in grado più anziano, sostennero per due ore e mezzo (dalle 9 alle 11:30) gli assalti del nemico.
Vista l'impossibilità di ricevere soccorsi e di tenere ulteriormente la posizione a causa dell'incendio appiccato alla cascina da parte delle truppe nemiche, ed essendo a corto di munizioni, i militari italiani decisero di arrendersi. 
Tuttavia, prima di consegnarsi prigionieri agli austriaci, i militari italiani, per non dare al nemico il loro stendardo militare, stracciarono il drappo della bandiera tricolore simbolo del 44º reggimento in tredici pezzi, suddivisi tra i presenti, e nascosero quei brandelli di stoffa sotto la giubba, mentre la freccia della bandiera venne sepolta sotto la cenere del focolare. 
Terminata la guerra fu possibile recuperare undici delle tredici porzioni del drappo e ricostruire così la bandiera, che passò alla storia con il nome di "Tricolore di Oliosi".

## Celebrazioni
Ogni anno, alla terza domenica di giugno, a Oliosi si festeggia il ricordo dell'episodio bellico. Alla parata militare del 2 giugno 2011, svoltasi in via dei Fori Imperiali a Roma in occasione dei festeggiamenti per i 150 anni dell'Unità d'Italia, la bandiera di Oliosi è sfilata su un affusto di cannone assieme ad altre cinque bandiere italiane storiche.